# Palacio de Langenstein
[Archivo:Langenstein 120306.jpg|miniatura|Palacio de Langenstein]]
El palacio de Langenstein es un edificio renacentista del siglo XVI. En la actualidad es propiedad de los condes de Douglas. Está ubicado en el territorio del municipio Orsingen-Nenzingen en la Hegovia cerca del lago de Constanza en el sur de Alemania. Es conocido por su campo de golf. El palacio alberga también un museo del carnaval.